# Lago Pyhä (Pirkanmaa)
El lago Pyhä o Pyhäjärvi (en finés: Pyhäjärvi, que significa 'lago sagrado', aunque su significado original era 'lago en la frontera') es un importante lago de Finlandia localizado en el sur del país, en la región de Pirkanmaa (antigua provincia de Finlandia Occidental), en las inmediaciones de la ciudad de Tampere.
Hay otros lagos Pyhäjärvis en Finlandia y también en antiguos territorios finlandeses (como el lago ruso de la República de Carelia).

## Geografía

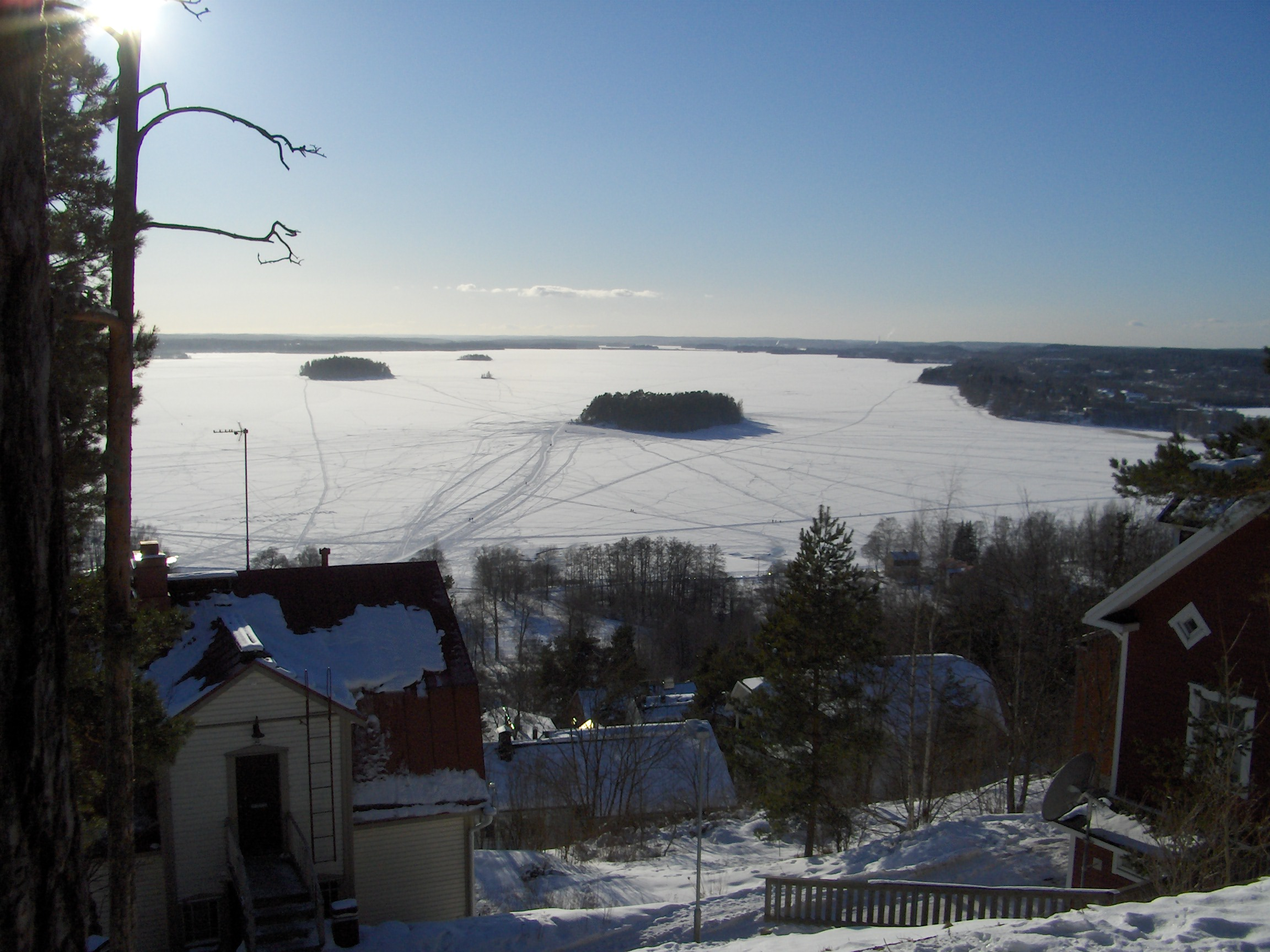
El lago helado desde Pispala

Los lagos Pyhä y Nasi están interconectados por el Tammerkoski y a lo largo de sus orillas se desarrolló la ciudad de Tampere desde 1775. El lago tiene forma de «C». Está bordeado, al norte, por las ciudades de Tampere y de Nokia y, al sur, por Lempäälä y Hämeenlinna.
El lago Pyhä es alimentado por el río Tammerkoski, un ramal de rápidos que atraviesa el centro de Tampere y que, por ello, es más cálido, más rico en ozono y más contaminado que el cercano lago situado al norte, el Näsi.

## Turismo
Desde Laukontori, el puerto de Tampere, parten en verano cruceros hasta la ciudad de Hämeenlinna. La isla de Viikinsaari ('isla de los vikingos'), situada a pocos minutos en barco desde Laukontori, tiene playas, juegos, un pabellón de baile y un restaurante. En la isla se celebran  varios eventos estivales y hay una iglesia en la que se pueden ver viejos símbolos paganos.